# Championnats du monde de pétanque 2000
Navigation
Édition précédente Édition suivante
Les championnats du monde de pétanque 2000 est une édition des championnats du monde de pétanque. 

## Présentation
Cette compétition constitue la 36e édition des triplettes séniors, la 1er édition en tir de précision sénior et la 7e édition des triplettes séniors féminines. Elle se déroule à São Brás de Alportel (Portugal) en octobre 2000 pour les triplettes séniors et le tir de précision sénior. Elle se déroule à Hyères (France) pour les triplettes séniors féminines.

## Résultats àSão Brás de Alportel(Portugal)[1]

### Triplette sénior

#### Phase finale
| Nation   | Score | Nation       |
| -------- | ----- | ------------ |
| France   | 13-7  | Sénégal      |
| Italie   | 13-1  | Madagascar 2 |
| Belgique | 13-7  | Espagne      |
| Tunisie  | 13-1  | Madagascar   |

| Nation   | Score | Nation |
| -------- | ----- | ------ |
| Belgique | 13-6  | Italie |
| Tunisie  | 13-10 | France |

| Nation | Score | Nation |
| ------ | ----- | ------ |
| France | 13-11 | Italie |

| Nation   | Score | Nation  |
| -------- | ----- | ------- |
| Belgique | 15-11 | Tunisie |

### Tir de précision sénior

#### Phase finale
| Nation             | Score | Nation                   |
| ------------------ | ----- | ------------------------ |
| Philippe Quintais  | 30-23 | Promma Thaïlande         |
| Charles Weibel     | 47-42 | Gianni Laigueglia Italie |
| Patrick Maminirina | 32-28 | Jacobsen Suède           |
| Naden Murthen      | 26-22 | Ali Djibouti             |

| Nation            | Score | Nation                        |
| ----------------- | ----- | ----------------------------- |
| Charles Weibel    | 53-?  | Patrick Maminirina Madagascar |
| Philippe Quintais | 45-?  | Naden Murthen Maurice         |

| Nation        | Score | Nation                        |
| ------------- | ----- | ----------------------------- |
| Naden Murthen | bat   | Patrick Maminirina Madagascar |

| Nation            | Score | Nation                  |
| ----------------- | ----- | ----------------------- |
| Philippe Quintais | 46-31 | Charles Weibel Belgique |

## Résultats àHyères(France)[1]

### Triplette sénior féminine

#### Phase finale
| Nation     | Score | Nation          |
| ---------- | ----- | --------------- |
| Thaïlande  | 13-12 | France          |
| Belgique   | 13-4  | Italie          |
| Madagascar | 13-10 | Allemagne       |
| Danemark   | 13-8  | Singapour       |
| Espagne    | 13-6  | Japon           |
| Espagne 2  | 13-2  | Pays-Bas        |
| Suède      | 13-4  | Grande Bretagne |
| Canada     | 13-11 | Algérie         |

| Nation    | Score | Nation     |
| --------- | ----- | ---------- |
| Belgique  | 13-2  | Canada     |
| Danemark  | 13-10 | Madagascar |
| Thaïlande | bat   | Suède      |
| Espagne   | bat   | Espagne 2  |

| Nation   | Score | Nation    |
| -------- | ----- | --------- |
| Belgique | 13-6  | Thaïlande |
| Danemark | 13-10 | Espagne   |

| Nation  | Score | Nation    |
| ------- | ----- | --------- |
| Espagne | bat   | Thaïlande |

| Nation   | Score | Nation   |
| -------- | ----- | -------- |
| Belgique | 15-1  | Danemark |

## Podiums
| Épreuve                   | Or                                                                         | Argent                                                       | Bronze                                                                   |
| ------------------------- | -------------------------------------------------------------------------- | ------------------------------------------------------------ | ------------------------------------------------------------------------ |
| Triplette sénior          | Jean-François Hemon - André Lozano - Michel Vancampenhout - Charles Weibel | Tarek Lakili - Khaled Lakhal - Lassâad El May                | Philippe Quintais - Jean-Marc Foyot - Jean-Luc Robert - Philippe Suchaud |
| Triplette sénior          | Jean-François Hemon - André Lozano - Michel Vancampenhout - Charles Weibel | Tarek Lakili - Khaled Lakhal - Lassâad El May                | ? - ?                                                                    |
| Tir de précision sénior   | Philippe Quintais                                                          | Charles Weibel                                               | Naden Murthen                                                            |
| Tir de précision sénior   | Philippe Quintais                                                          | Charles Weibel                                               | Patrick Ramaminirina                                                     |
| Triplette sénior féminine | Nancy Barzin - Fabienne Berdoyes - Linda Goblet - Henriette Odenna         | Sonja Polsen - Susanne Kramer - Lene Kaaberbel - Tine Hansen | Maria-José Diaz - Yolanda Matarranz - Maria-José Perès - Marisa Ruiz     |

## Tableau des médailles
| Rang  | Nation     | Or | Argent | Bronze | Total |
| ----- | ---------- | -- | ------ | ------ | ----- |
| 1     | Belgique   | 2  | 1      | 0      | 3     |
| 2     | France     | 1  | 0      | 1      | 2     |
| 3     | Tunisie    | 0  | 1      | 0      | 1     |
| 3     | Danemark   | 0  | 1      | 0      | 1     |
| 5     | Italie     | 0  | 0      | 1      | 1     |
| 5     | Maurice    | 0  | 0      | 1      | 1     |
| 5     | Madagascar | 0  | 0      | 1      | 1     |
| 5     | Espagne    | 0  | 0      | 1      | 1     |
| Total | Total      | 3  | 3      | 5      | 11    |